# Харитонов Анатолій Юрійович
Анатолій Юрійович Харитонов (рос. Анато́лий Ю́рьевич Харито́нов; 21 вересня 1949, Магнітогорськ — 4 квітня 2013, Новосибірськ) — радянський та російський ентомолог, спеціаліст із систематики бабок, доктор біологічних наук.

## Біографія
Народився 21 вересня 1949 року в Магнітогорську Челябінської області. У 1968 році став студентом Челябінського педагогічного університету. У студентські роки опублікував першу статтю пов'язану з бабками. У 1972 році після закінчення ВНЗ вступив до аспірантури Біологічного інституту СВ АН СРСР. Науковим керівником був відомий фахівець по бабкам Борис Федорович Бєлишев. У 1975 році Харитонов захистив кандидатську дисертацію по темі «Бабки Уралу та Зауралля (фауна, екологія, зоогеографія)». У 1981 році затверджений на посаді керівника лабораторії екології комах, а 1987 став заступником директора Інституту систематики та екології тварин. У 1991 році в МДУ відбувся захист докторської дисертації за темою «Бореальна одонатофауна та екологічні чинники географічного поширення бабок».

## Наукові досягнення
Зробив вагомий внесок у вивчення екології амфібіонтних комах Сибіру та оцінив їх роль у біогеохімічних циклах. Під керівництвом Харитонова була оцінена біомаса, яка виносилася щорічно на сушу амфібіонтними комахами в Об-Іртишському басейні. Чисельність бабок у басейні озера Чани оцінена в 4,3 млрд одиниць, що становить близько 90 тонн сухої біомаси. Описав кілька таксонів бабок. Відкрив явища репродуктивної міграції та виявив особливості внутрішньопопуляційної диференціації у бабок. Ним були описані типи просторового переміщення бабок. Він довів, що стабільність меж ареалів бабок пояснюється конкурентними відносинами за місця відкладання яєць. Був членом редколегій журналів «Odonatologica» та «Notulae odonatologicae». У 2001 році був ініціатором проведення XV міжнародного одонатологічного симпозіуму.
Харитонов підготував 16 кандидатів і 2 доктори наук.

### Таксони, які описав Харитонов
- підряд Archeoptera Belyshev et Haritonov, 1985
- родина Chorismagrionidae Belyshev et Haritonov, 1985
- Ischnura aralensis Haritonov, 1979
- Enallagma belyshevi Haritonov, 1975
- Enallgma nigrolineata Belyshev et Haritonov, 1975.

### Види, названі на честь Харитонова
Названі два види бабок
- Ischnura haritonovi Dumont, 1997
- Sympetrum haritonovi Borisov, 1983.

## Вибрані публікації
Автор 184 публікацій, у тому числі п'яти монографій:

### Монографії
- Белышев Б. Ф. и Харитонов А. Ю. Определитель стрекоз по крыльям: роды Бореального фаунистического царства и сопредельных земель, виды фауны СССР / отв. ред. Н. А. Виолович. — Новосибирск : Наука, 1977. — 397 с.
- Белышев Б. Ф. и Харитонов А. Ю. География стрекоз (Odonata) Бореального фаунистического царства. — Новосибирск : Наука, 1981. — 280 с.
- Белышев Б. Ф. и Харитонов А. Ю. География стрекоз (Odonata) Меридионального фаунистического царства. — Новосибирск : Наука, 1983. — 153 с.
- Белышев Б. Ф., Харитонов А. Ю., Борисов С. Н. и др. Фауна и экология стрекоз. — Новосибирск : Наука, 1989. — 207 с.
- Кетенчиев Х. А. и Харитонов А. Ю. Стрекозы Средиземноморья. — Нальчик, 1999. — 116 с.

### Статті
- Belyshev B. F. & Haritonov A. Yu. Individual and geografical variation in Coenagrion glaciale (Selys; 1872), with description of a new subspecies // Odonatologica : journal. — 1973. — Т. 2, № 2 (25 березня). — С. 99—103.
- Белышев Б. Ф. и Харитонов А. Ю. О японо-гималайских ареалах стрекоз Юго-Восточной Азии // Зоологический журнал : журнал. — 1975. — Т. 54, № 3 (25 березня). — С. 471–472. — ISSN 0044-5134.
- Харитонов А. Ю. Условия обитания личиночных фаз стрекоз в Заполярье // Экология : журнал. — 1975. — № 3 (25 березня). — С. 96—99. — ISSN 0367-0597.
- Белышев Б. Ф. и Харитонов А. Ю. К истории бореального вида стрекоз Nehalennia speciosa Charp. 1840 и о центре происхождения рода Nehalennia Selys, 1850 (Odonata, Coenagrionidae) // Энтомологическое обозрение : журнал. — 1977. — Т. 56, № 4 (25 березня). — С. 776—780. — ISSN 0367-1445.
- Dumont H. J., Haritonov A. Yu. & Borisov S. N. Larval morphology and range of thee West Asiatic species of the genus Onychogomphus Selys, 1854 (Insecta: Odonata) // Hydrobiologia : journal. — 1992. — Vol. 245 (25 March). — P. 169–17. — ISSN 0018-8158.
- Харитонов А. Ю. Внутри- и межвидовые взаимодействия стрекоз (Insecta, Odonata) как фактор формирования видовых ареалов и стабилизации их границ // Сибирский экологический журнал : журнал. — 1994. — № 4 (25 березня). — С. 321—329. — ISSN 0869-8619.
- Белышев Б. Ф., Харитонов А. Ю. О распространении рода Orthetrum Newm. (Odonata, Libellulidae) // Вестник зоологии : журнал. — 1979. — № 3 (25 березня). — С. 81—84. — ISSN 0084-5604.
- Kosterin O. E., Malikova E. I. & Haritonov A. Yu. Critical species of Odonata in the Asian part of the former USSR and the Republic of Mongolia // International Journal of Odonatology : journal. — 2004. — Vol. 7, no. 2 (25 March). — P. 341–370. — ISSN 1388-7890.